# Vicenza Volley 2006-2007
Questa voce raccoglie le informazioni riguardanti il Vicenza Volley nelle competizioni ufficiali della stagione 2006-2007.

## Stagione
La stagione 2006-07 è per il Vicenza Volley, sponsorizzata dalla Minetti Infoplus, la nona consecutiva in Serie A1; in panchina viene confermata Manuela Benelli, mentre la rosa viene in parte modificata con le conferme di Valentina Arrighetti, Stefania Dall'Igna, Monica De Gennaro, Miyuki Takahashi e Stefania Paccagnella: tra le cessioni spiccano quelle di Ivana Ðerisilo, Magdalena Szryniawska e Valentina Borrelli, mentre tra i nuovi arrivi quelli di Matea Ikić, Mia Jerkov, Valdonė Petrauskaitė, Bojana Radulović e Veronica Angeloni, quest'ultima arrivata a stagione in corso.
Il campionato si apre con la vittoria sul Chieri Volley, a cui però fanno seguito quattro sconfitte consecutive: il club di Vicenza torna alla vittoria durante la sesta giornata, sempre in trasferta, contro il Santeramo Sport; nel resto del girone di andata la squadra si aggiudica altre due partite, entrambe in casa, ai danni del Forlì e il Jogging Volley Altamura, chiudendo al settimo posto in classifica e accedendo ai quarti di finale della Coppa Italia. Nella prima parte del girone di ritorno il Vicenza Volley ottiene risultati altalenanti, fino a chiudere la regular season con quattro sconfitte consecutive e la conferma del settimo posto in classifica. Nei play-off scudetto viene eliminata già ai quarti di finale, battuta in due gare dal Giannino Pieralisi Volley.
L'uscita ai quarti di finale qualifica il Vicenza Volley per la Coppa di Lega; nella prima fase le venete incontrano il Santeramo Sport: dopo aver perso la gara di andata vincono quella di ritorno, passando il turno grazie alla vittoria del Golden set. Nella seconda fase hanno la meglio sul Chieri Volley, battuto con un doppio 3-0, mentre nella terza fase vengono eliminate dal Asystel Volley, sconfitte con un doppio 3-0.
Tutte le squadre partecipanti alla Serie A1 sono direttamente qualificate alla Coppa Italia: il Vicenza Volley si aggiudica il secondo posto nel proprio raggruppamento, venendo eliminata temporaneamente dalla competizione. Ripescata a seguito del settimo posto al termine del girone di andata della Serie A1, nei quarti di finale viene eliminata per la doppia sconfitta inflitta dal Robursport Volley Pesaro.

## Organigramma societario
Area direttiva
- Presidente: Giovanni Coviello

Area tecnica
- Allenatore: Manuela Benelli
- Allenatore in seconda: Vittorio Cardone
- Assistente allenatore: Dino Guadalupi (dal 1º febbraio 2007)

Area sanitaria
- Medico: Francesco Barcaro
- Preparatore atletico: Carlo Sati
- Fisioterapista: Roberto Rizzetto (dal 20 febbraio 2007)

## Rosa
| N° | Nome                 | Ruolo | Data di nascita  | Nazionalità sportiva |
| -- | -------------------- | ----- | ---------------- | -------------------- |
| 1  | Ivana Ćurčić         | S     | 15 gennaio 1982  | Serbia               |
| 2  | Valentina Arrighetti | C     | 26 gennaio 1985  | Italia               |
| 2  | Giada Gorini         | P     | 24 febbraio 1988 | Italia               |
| 3  | Andrea Conti         | S/O   | 3 ottobre 1982   | Italia               |
| 4  | Marilyn Strobbe      | C     | 11 febbraio 1989 | Italia               |
| 4  | Lisa Dal Lago        | S     | 1991             | Italia               |
| 6  | Valentina Bedin      | L     | 4 agosto 1985    | Italia               |
| 7  | Stefania Dall'Igna   | P     | 22 novembre 1984 | Italia               |
| 7  | Valdonė Petrauskaitė | S     | 23 agosto 1984   | Lituania             |
| 8  | Mia Jerkov           | S/O   | 5 dicembre 1982  | Croazia              |
| 8  | Veronica Angeloni    | S     | 6 luglio 1986    | Italia               |
| 9  | Bojana Radulović     | P     | 3 gennaio 1984   | Serbia               |
| 10 | Ylenia Vanni         | C     | 3 settembre 1984 | Italia               |
| 11 | Miyuki Takahashi     | S     | 25 dicembre 1978 | Giappone             |
| 12 | Serena Chiaro        | P     | 16 aprile 1974   | Italia               |
| 12 | Manuela Caponi       | C     | 20 luglio 1979   | Italia               |
| 13 | Matea Ikić           | S     | 25 maggio 1989   | Croazia              |
| 15 | Stefania Paccagnella | C     | 3 agosto 1973    | Italia               |
| 17 | Monica De Gennaro    | L     | 8 gennaio 1987   | Italia               |

## Mercato
| Acquisti | Acquisti             | Acquisti     | Acquisti   |
| R.       | Nome                 | da           | Modalità   |
| -------- | -------------------- | ------------ | ---------- |
| S        | Veronica Angeloni    | Chieri       | definitivo |
| S        | Manuela Caponi       | Forlì        | definitivo |
| P        | Serena Chiaro        | Sassuolo     | definitivo |
| S/O      | Andrea Conti         | Collecchio   | definitivo |
| S        | Ivana Ćurčić         | inattiva     | definitivo |
| S        | Lisa Dal Lago        | ?            | definitivo |
| S        | Matea Ikić           | Pula         | definitivo |
| S/O      | Mia Jerkov           | Forlì        | definitivo |
| S        | Valdonė Petrauskaitė | Riom         | definitivo |
| P        | Bojana Radulović     | Le Cannet    | definitivo |
| C        | Ylenia Vanni         | Effe Isernia | definitivo |

| Cessioni | Cessioni              | Cessioni            | Cessioni   |
| R.       | Nome                  | a                   | Modalità   |
| -------- | --------------------- | ------------------- | ---------- |
| S        | Ilaria Antonucci      | San Casciano        | definitivo |
| S        | Giusy Astarita        | Robur Tiboni Urbino | definitivo |
| S        | Valentina Borrelli    | Virtus Roma         | definitivo |
| P        | Serena Chiaro         | Gio Reggio Emilia   | definitivo |
| C        | Alessandra Crozzolin  | Forlì               | definitivo |
| S/O      | Ivana Ðerisilo        | Eczacıbaşı          | definitivo |
| S/O      | Mia Jerkov            | Forlì               | definitivo |
| S        | Katarzyna Skowrońska  | Asystel             | definitivo |
| S/O      | Giada Marchioron      | Robur Tiboni Urbino | definitivo |
| P        | Michela Squizzato     | ?                   | definitivo |
| P        | Magdalena Szryniawska | Wisła Cracovia      | definitivo |
| C        | Ylenia Vanni          | Reggio Emilia       | definitivo |

## Risultati

### Serie A1

#### Girone di andata
| 1ª giornata - 26 novembre 2006 PalaMaddalene, Chieri                | Chieri             | 1 - 3 | Vicenza  | 23-25, 15-25, 25-17, 11-25        |
| 2ª giornata - 3 dicembre 2006 Palasport Città di Vicenza, Vicenza   | Vicenza            | 1 - 3 | Asystel  | 25-15, 11-25, 20-25, 26-28        |
| 3ª giornata - 10 dicembre 2006 PalaArcella, Padova                  | Club Padova        | 3 - 2 | Vicenza  | 27-25, 22-25, 23-25, 25-19, 15-11 |
| 4ª giornata - 17 dicembre 2006 PalaDionigi, Sant'Angelo in Lizzola  | Robursport Pesaro  | 3 - 0 | Vicenza  | 25-19, 25-17, 29-27               |
| 5ª giornata - 30 dicembre 2006 Palasport Città di Vicenza, Vicenza  | Vicenza            | 0 - 3 | Bergamo  | 22-25, 15-25, 20-25               |
| 6ª giornata - 7 gennaio 2007 PalaCooper, Santeramo in Colle         | Santeramo          | 1 - 3 | Vicenza  | 22-25, 25-18, 22-25, 20-25        |
| 7ª giornata - 14 gennaio 2007 Palasport Città di Vicenza, Vicenza   | Vicenza            | 1 - 3 | River    | 25-20, 18-25, 17-25, 23-25        |
| 8ª giornata - 21 gennaio 2007 PalaTriccoli, Jesi                    | Giannino Pieralisi | 3 - 0 | Vicenza  | 25-16, 25-19, 25-17               |
| 9ª giornata - 28 gennaio 2007 Palasport Città di Vicenza, Vicenza   | Vicenza            | 3 - 1 | Forlì    | 23-25, 25-16, 27-25, 25-16        |
| 10ª giornata - 4 febbraio 2007 PalaEvangelisti, Perugia             | Sirio Perugia      | 3 - 0 | Vicenza  | 25-18, 25-16, 25-16               |
| 11ª giornata - 11 febbraio 2007 Palasport Città di Vicenza, Vicenza | Vicenza            | 3 - 2 | Altamura | 20-25, 25-21, 25-17, 22-25, 15-10 |

#### Girone di ritorno
| 12ª giornata - 18 febbraio 2007 Palasport Città di Vicenza, Vicenza | Vicenza  | 3 - 2 | Chieri             | 22-25, 25-19, 25-17, 18-25, 15-12 |
| 13ª giornata - 25 febbraio 2007 PalaDalLago, Novara                 | Asystel  | 3 - 0 | Vicenza            | 25-22, 25-22, 25-12               |
| 14ª giornata - 11 marzo 2007 Palasport Città di Vicenza, Vicenza    | Vicenza  | 3 - 2 | Club Padova        | 25-23, 22-25, 28-26, 15-25, 15-9  |
| 15ª giornata - 18 marzo 2007 Palasport Città di Vicenza, Vicenza    | Vicenza  | 0 - 3 | Robursport Pesaro  | 21-25, 12-25, 20-25               |
| 16ª giornata - 20 marzo 2007 PalaNorda, Bergamo                     | Bergamo  | 2 - 3 | Vicenza            | 25-23, 14-25, 25-17, 20-25, 13-15 |
| 17ª giornata - 7 aprile 2007 Palasport Città di Vicenza, Vicenza    | Vicenza  | 3 - 1 | Santeramo          | 22-25, 25-20, 25-21, 25-22        |
| 18ª giornata - 15 aprile 2007 PalaFranzanti, Piacenza               | River    | 1 - 3 | Vicenza            | 25-23, 19-25, 19-25, 18-25        |
| 19ª giornata - 22 aprile 2007 Palasport Città di Vicenza, Vicenza   | Vicenza  | 0 - 3 | Giannino Pieralisi | 23-25, 16-25, 13-25               |
| 20ª giornata - 25 aprile 2007 PalaGalassi, Forlì                    | Forlì    | 3 - 2 | Vicenza            | 20-25, 20-25, 25-23, 25-13, 15-8  |
| 21ª giornata - 29 aprile 2007 Palasport Città di Vicenza, Vicenza   | Vicenza  | 0 - 3 | Sirio Perugia      | 13-25, 19-25, 16-25               |
| 22ª giornata - 6 maggio 2007 PalaBaldassarra, Altmaura              | Altamura | 3 - 0 | Vicenza            | 25-21, 25-18, 25-18               |

#### Play-off scudetto
| Quarti di finale (gara 1) - 9 maggio 2007 Palasport Città di Vicenza, Vicenza | Vicenza            | 0 - 3 | Giannino Pieralisi | 8-25, 24-26, 16-25         |
| Quarti di finale (gara 2) - 13 maggio 2007 PalaTriccoli, Jesi                 | Giannino Pieralisi | 3 - 1 | Vicenza            | 25-27, 25-12, 25-17, 25-13 |

### Coppa Italia

#### Fase a gironi
| 1ª giornata - 1º ottobre 2006 PalaArcella, Padova                 | Club Padova       | 3 - 1 | Vicenza           | 22-25, 25-15, 25-18, 25-16        |
| 2ª giornata - 8 ottobre 2006 Centro Sport Palladio, Vicenza       | Vicenza           | 3 - 1 | Forlì             | 23-25, 25-16, 25-14, 25-21        |
| 3ª giornata - 15 ottobre 2006 Centro Sport Palladio, Vicenza      | Vicenza           | 3 - 2 | Robursport Pesaro | 25-21, 22-25, 25-23, 17-25, 15-12 |
| 4ª giornata - 22 ottobre 2006 PalaGalassi, Forlì                  | Forlì             | 1 - 3 | Vicenza           | 25-27, 22-25, 25-23, 21-25        |
| 5ª giornata - 29 ottobre 2006 Centro Sport Palladio, Vicenza      | Vicenza           | 3 - 2 | Club Padova       | 25-18, 22-25, 21-25, 25-23, 18-16 |
| 6ª giornata - 5 novembre 2006 PalaDionigi, Sant'Angelo in Lizzola | Robursport Pesaro | 3 - 0 | Vicenza           | 25-13, 25-22, 25-21               |

#### Fase a eliminazione diretta
| Quarti di finale (andata) - 21 febbraio 2007 Palasport Città di Vicenza, Vicenza | Vicenza           | 1 - 3 | Robursport Pesaro | 22-25, 25-21, 23-25, 27-29 |
| Quarti di finale (ritorno) - 7 marzo 2007 PalaDionigi, Sant'Angelo in Lizzola    | Robursport Pesaro | 3 - 0 | Vicenza           | 25-21, 25-22, 25-18        |

### Coppa di Lega

#### Fase a eliminazione diretta
| Prima fase (andata) - 20 maggio 2007 PalaCooper, Santeramo in Colle | Santeramo | 3 - 1 | Vicenza   | 24-26, 28-26, 25-17, 29-27                   |
| Prima fase (ritorno) - 23 maggio 2007 PalaRuggi, Imola              | Vicenza   | 3 - 1 | Santeramo | 25-16, 23-25, 25-14, 28-26 Golden set: 15-10 |
| Seconda fase (andata) - 27 maggio 2007 PalaRuggi, Imola             | Vicenza   | 3 - 0 | Chieri    | 25-20, 25-15, 25-19                          |
| Seconda fase (ritorno) - 3 maggio 2007 PalaMaddalene, Chieri        | Chieri    | 0 - 3 | Vicenza   | 19-25, 15-25, 17-25                          |
| Terza fase (andata) - 7 giugno 2007 PalaRuggi, Imola                | Vicenza   | 0 - 3 | Asystel   | 26-28, 23-25, 18-25                          |
| Terza fase (ritorno) - 10 giugno 2007 PalaDalLago, Novara           | Asystel   | 3 - 0 | Vicenza   | 25-23, 25-19, 25-19                          |

## Statistiche

### Statistiche di squadra
| Competizione  | Punti | In casa | In casa | In casa | In trasferta | In trasferta | In trasferta | Totale | Totale | Totale |
| Competizione  | Punti | G       | V       | P       | G            | V            | P            | G      | V      | P      |
| ------------- | ----- | ------- | ------- | ------- | ------------ | ------------ | ------------ | ------ | ------ | ------ |
| Serie A1      | 25    | 12      | 5       | 7       | 12           | 4            | 8            | 24     | 9      | 15     |
| Coppa Italia  | 10    | 4       | 3       | 1       | 4            | 1            | 3            | 8      | 4      | 4      |
| Coppa di Lega | -     | 3       | 2       | 1       | 3            | 1            | 2            | 6      | 3      | 3      |
| Totale        | -     | 19      | 10      | 9       | 19           | 6            | 13           | 38     | 16     | 22     |

G = partite giocate; V = partite vinte; P = partite perse

### Statistiche dei giocatori
| Giocatore       | Serie A1 | Serie A1 | Serie A1 | Serie A1 | Serie A1 | Coppa Italia | Coppa Italia | Coppa Italia | Coppa Italia | Coppa Italia | Coppa di Lega | Coppa di Lega | Coppa di Lega | Coppa di Lega | Coppa di Lega | Totale | Totale | Totale | Totale | Totale |
| Giocatore       | P        | PT       | AV       | MV       | BV       | P            | PT           | AV           | MV           | BV           | P             | PT            | AV            | MV            | BV            | P      | PT     | AV     | MV     | BV     |
| --------------- | -------- | -------- | -------- | -------- | -------- | ------------ | ------------ | ------------ | ------------ | ------------ | ------------- | ------------- | ------------- | ------------- | ------------- | ------ | ------ | ------ | ------ | ------ |
| V. Angeloni     | 10       | 37       | 32       | 3        | 2        | -            | -            | -            | -            | -            | 6             | 66            | 61            | 1             | 4             | 16     | 103    | 93     | 4      | 6      |
| V. Arrighetti   | 23       | 202      | 164      | 28       | 10       | 8            | 78           | 59           | 13           | 6            | 5             | 39            | 33            | 4             | 2             | 36     | 319    | 256    | 45     | 18     |
| V. Bedin        | 6        | 0        | 0        | 0        | 0        | 5            | 0            | 0            | 0            | 0            | 6             | 0             | 0             | 0             | 0             | 17     | 0      | 0      | 0      | 0      |
| M. Caponi       | 7        | 17       | 7        | 10       | 0        | -            | -            | -            | -            | -            | 6             | 23            | 15            | 7             | 1             | 13     | 40     | 22     | 17     | 1      |
| S. Chiaro       | -        | -        | -        | -        | -        | 3            | 1            | 1            | 0            | 0            | -             | -             | -             | -             | -             | 3      | 1      | 1      | 0      | 0      |
| A. Conti        | 16       | 26       | 23       | 3        | 0        | 8            | 39           | 29           | 7            | 3            | 4             | 12            | 10            | 2             | 0             | 28     | 77     | 62     | 12     | 3      |
| I. Ćurčić       | 24       | 253      | 224      | 18       | 11       | 8            | 62           | 49           | 7            | 6            | 6             | 54            | 46            | 2             | 6             | 38     | 369    | 319    | 27     | 23     |
| L. Dal Lago     | 0        | 0        | 0        | 0        | 0        | -            | -            | -            | -            | -            | -             | -             | -             | -             | -             | 0      | 0      | 0      | 0      | 0      |
| S. Dall'Igna    | 24       | 27       | 14       | 7        | 6        | 2            | 2            | 1            | 1            | 0            | 6             | 9             | 5             | 3             | 1             | 32     | 38     | 20     | 11     | 7      |
| M. De Gennaro   | 23       | 0        | 0        | 0        | 0        | 5            | 0            | 0            | 0            | 0            | 6             | 0             | 0             | 0             | 0             | 34     | 0      | 0      | 0      | 0      |
| G. Gorini       | 0        | 0        | 0        | 0        | 0        | 2            | 0            | 0            | 0            | 0            | -             | -             | -             | -             | -             | 2      | 0      | 0      | 0      | 0      |
| M. Ikić         | 19       | 26       | 24       | 1        | 1        | 7            | 7            | 5            | 2            | 0            | 3             | 32            | 30            | 1             | 1             | 29     | 65     | 59     | 4      | 2      |
| M. Jerkov       | 14       | 147      | 127      | 12       | 8        | 8            | 141          | 120          | 9            | 12           | -             | -             | -             | -             | -             | 22     | 288    | 247    | 21     | 20     |
| S. Paccagnella  | 24       | 229      | 169      | 45       | 15       | 8            | 85           | 67           | 15           | 3            | 6             | 71            | 54            | 12            | 5             | 38     | 385    | 290    | 72     | 23     |
| V. Petrauskaitė | 18       | 173      | 150      | 14       | 9        | 8            | 90           | 77           | 7            | 6            | 1             | 11            | 8             | 1             | 2             | 27     | 274    | 235    | 22     | 17     |
| B. Radulović    | 10       | 2        | 0        | 2        | 0        | 5            | 4            | 1            | 0            | 3            | 4             | 5             | 0             | 0             | 5             | 19     | 11     | 1      | 2      | 8      |
| M. Strobbe      | 2        | 0        | 0        | 0        | 0        | 0            | 0            | 0            | 0            | 0            | -             | -             | -             | -             | -             | 2      | 0      | 0      | 0      | 0      |
| M. Takahashi    | 20       | 231      | 213      | 9        | 9        | 2            | 25           | 23           | 1            | 1            | 2             | 19            | 18            | 0             | 1             | 24     | 275    | 254    | 10     | 11     |
| Y. Vanni        | 1        | 0        | 0        | 0        | 0        | 2            | 0            | 0            | 0            | 0            | -             | -             | -             | -             | -             | 3      | 0      | 0      | 0      | 0      |

P = presenze; PT = punti totali; AV = attacchi vincenti; MV = muri vincenti; BV = battute vincenti